# Perdaxius
Perdaxius – miejscowość i gmina we Włoszech, w regionie Sardynia, w prowincji Sud Sardynia.
Według danych na rok 2004 gminę zamieszkiwało 1467 osób, 50,6 os./km². Graniczy z Carbonia, Narcao, Tratalias i Villaperuccio.